# Orthogonioptilum ianthinum
Orthogonioptilum ianthinum är en fjärilsart som beskrevs av Pierre E.L. Viette 1960. Orthogonioptilum ianthinum ingår i släktet Orthogonioptilum och familjen påfågelsspinnare. Inga underarter finns listade i Catalogue of Life.